# Округ Мјуленбург (Кентаки)
Мјуленбург (енгл. Muhlenberg County) је округ у америчкој савезној држави Кентаки.

## Демографија
По попису из 2010. године број становника је 31.499, што је 340 (-1,1%) становника мање него 2000. године.
| Група             | 2000.          | 2010.          |
| Белци             | 29.836 (93,7%) | 29.301 (93,0%) |
| Афроамериканци    | 1.480 (4,6%)   | 1.426 (4,5%)   |
| Азијати           | 40 (0,1%)      | 43 (0,1%)      |
| Хиспаноамериканци | 232 (0,7%)     | 367 (1,2%)     |
| Укупно            | 31.839         | 31.499         |